# 耀华路
耀华路是中国上海市浦东新区的一条街道，西起耀江路，东至上南路，是打浦路隧道浦东端出入口。长2393米，路幅为20～60米，其中车行道宽10～45米。

## 历史
1937年，上海市工务局辟筑从黄浦江边吴家角接通浦东南路的道路，碎砖路面，未定名。
1947年，国民党资源委员会在天津创办耀华玻璃公司，1956年在上海浦东设分厂，因此得名耀华路。
1958年，上海新建机器厂迁至耀华玻璃厂对面，新辟86路公交线路在两厂门前设终点站，全线改建成车行道宽6～7米，煤渣路面。耀华路其时为两厂运输的专用道路。
1971年，打浦路隧道通车，长清路至上南路段改建为沥青混凝土路面，路幅拓宽至10米。
1984年6月全线铺沥青混凝土路面，上南路至西营路段车行道宽10米，其他路段车行道宽8米。
1986～1988年，长清路至上南路段路幅拓宽至45米，其中机动车道宽21米，两侧分隔带各宽2米，非机动车道、人行道均各宽5米；耀华玻璃厂至济阳路段，路幅拓宽至30米，其中车行道宽21米，两侧人行道各宽4.5米。
1987年，新辟延伸耀华玻璃厂至黄浦江边一段，长337米，路幅宽20米，其中车行道宽10米，两侧人行道各宽5米；近耀华厂的长约100米路段设车辆回车道，路幅为60米，车行道宽45米。
2004年以后，为配合黄浦江两岸地区发展“十二五”规划及上海世博会，耀华路沿线工业设施开始拆迁。世博会后，形成集总部经济、现代居住、文化休闲及国际高端消费于一体的滨江综合功能区。

## 沿线设施（西向东）
- 济阳公园
- 救恩堂
- 上海市第一妇婴保健院浦东分院
- 轨道交通7号线、轨道交通13号线长清路站
- 打浦桥隧道（浦东出口）
- 上海市民办福山正达外国语学校
- 轨道交通7号线、轨道交通8号线耀华路站
- 世博源

## 交汇道路（西向东）
- 耀江路
- 耀龙路
- 济明路
- 济阳路
- 西营路
- 长清路
- 历城路
- 上南路